# Местре, Хуан Карлос
Хуа́н Ка́рлос Ме́стре (исп. Juan Carlos Mestre; род. 15 апреля 1957, Вильяфранка-дель-Бьерсо, провинция Леон, Испания) — испанский поэт, эссеист и гравёр.
Учился в барселонском университете, получил диплом специалиста в области информации, защитив работу «Письмо и реальность в современной журналистике».
Первую книгу стихов (исп. Siete poemas escritos junto a la lluvia) опубликовал в Барселона Барселоне в 1982 году.
Первую премию — Premio Adonáis — получил в 1985 г. за свой третий по счёту поэтический сборник (исп. Antífona del Otoño en el Valle del Bierzo; опубликована в Мадриде в 1986 г.).
В конце 1980-х гг. провёл несколько лет в Чили, где написал книгу стихов исп. Las páginas del fuego, а по возвращении в Испанию — книгу исп. La poesía ha caído en desgracia, за которую в 1992 г. получил поэтическую премию имени Хайме Хиля де Бьедмы.
Сборник исп. La tumba de Keats, написанный и изданный во время его пребывания в Италии как стипендиата Королевской Академии испанского языка в Риме, в 1999 г. был отмечен поэтической премией г. Хаэна.
Был награждён Национальной поэтической премией Испании (исп. Premio Nacional de Poesía) в 2009 г. за книгу исп. La casa roja («Красный дом»).
Автор эссе о Пабло Неруде, Хосе Йерро, о классическом испанском театре, испанской поэзии, культуре, истории, критике.
Составитель антологий, художник, редактор, автор предисловий к книгам испанских поэтов Рафаэля Переса Эстрады и Хавьера Переса Валиаса, бразильского поэта Леду Иву, чилийского поэта Росамеля дель Валье, современной чилийской поэзии.
Как гравёр получил почётные отзывы на национальном конкурсе гравировального искусства в 1999 г. и на VII Международном биеннале гравюр в г. Оренсе (1999). Выставлял свои графические и живописные работы в Испании, Европе и Америке.
Сотрудничал с музыкантами Амансио Прада, Луисом Дельгадо, Хосе Сарате и Педро Сармьенто. На своих поэтических вечерах обычно аккомпанирует себе на аккордеоне или другом музыкальном инструменте, который считает подходящим для данного выступления. Был в Москве в 2002 году и выступил под аккомпанемент аккордеона.

## Признание
Поэтические премии:
Премия Adonáis — Premio Adonáis de poesía (1982)
Премия имени Хайме Хиля де Бьедмы — Premio Jaime Gil de Biedma (1992)
Поэтическая премия г. Хаэна — Premio Jaén de poesía (1999)
Национальная поэтическая премия — Premio Nacional de poesía (2009)
Другие:
Почётный отзыв на национальном конкурсе граверского искусства (исп. Mención de honor en el Premio Nacional de Grabado y de Calcografía Nacional, 1999)
Почётный отзыв на VII Международном биеннале граверского искусства (исп. Mencion de honor en el VII Bienal Internacional de Gradado de Orense, 2002)
«Золотой бурдючок» (исп. Botillo de oro) от своего района Эль-Бьерсо в знак признательности за воспевание родного края.